# Petru Vutcărău
Petru Vutcărău (n. 11 iulie 1960, Bardar, raionul Ialoveni, Republica Moldova) este un regizor de teatru, actor, fondator si director general al Teatrului „Eugène Ionesco” din Chișinău, Artist al Poporului (2011).

## Biografie
Petru Vutcărău s-a născut pe 11 iulie  într-o familie de țărani din comuna Bardar, Ialoveni, RSS Moldovenească, URSS. A studiat la Institutul de Arte “Gavriil Muzicescu” din Chișinău, facultatea de regie teatru popular. A studiat la Școala Superioară de Teatru “Boris Șciukin”, Moscova, RSFS Rusă, URSS, facultatea de actorie teatru și cinema, apoi a făcut studii la Institutul de Teatru “Șota Rustaveli” din Tbilisi, RSS Georgiană, specializarea – regie teatru. A fost regizor-rezident la Teatrul Armatei din Moscova, Rusia, conducător și regizor-șef al Teatrului – Ion Ungureanu.
În anul 1990 a fondat la Chișinău Teatrul „Eugène Ionesco” . Patru ani mai târziu organizează la Chișinău primul Festival Internațional de Teatru din Republica Moldova – Bienala Teatrului „Eugène Ionesco” (BITEI).
A montat ca regizor peste o sută de spectacole atât în Republica Moldova, cât și în alte țări, printre care: Italia, Franța, România, Rusia, Japonia, Turcia, Azerbaidjan, Coreea de Sud. A predat actoria la diverse școli de teatru din R. Moldova, Franța, Italia și Japonia.
Încă din primii ani de existență a Republicii Moldova a făcut parte din componența nominală a Comitetului pentru decernarea Premiului Național al Republicii Moldova în domeniul literaturii, artei și arhitecturii.
În prezent Petru Vutcărău ocupă funcția de director general al Teatrului Național „Eugène Ionesco”. Este directorul Festivalului Internațional al Artelor Scenice "Bienala Teatrului "Eugène Ionesco", BITEI.
Este căsătorit cu Ala Menșicov, actriță la Teatrul Național „Eugene Ionesco”, „Maestru în Artă”.

## Filmografie
Roluri în filme
- 2001 - ”Patul lui Procust” (după romanul lui Camil Petrescu). Rolul principal – Fred Vasilescu. Studioul “Flux-film”, Chișinău. Regia – Sergiu Prodan și Viorica Meșină.
- 1992 - ”Copiii măcelarului” (după Jurnalul lui Kafka). Rolul principal – necunoscutul. Studioul “Flux-film”, Chișinău. Regia – Viorica Meșină.
- 1991 - ”Spune ceva”. Rolul principal – soțul. Studioul “Moldova-Film”. Regia – Sergiu Plămădeală
- 1990 - ”Strada felinarelor stinse”. Rolul principal – Sandu (frizerul). Studioul “Moldova-Film”. Regia – Valeriu Gajiu

## Distincții
- Titlul onorific „Artist al Poporului”, Republica Moldova (2011)[11]
- Premiul Național al Republicii Moldova în domeniul literaturii, artei și arhitecturii pentru interpretarea rolului lui Estragon în spectacolul „Așteptându-l pe Godot” de Samuel Beckett (1994)[6][12]
- Premiul „Interferențe”, acordat de către Fundația Culturală Româna pentru integrarea valorilor culturii românești în circuitul universal (1998)[6]
- Laureat al Bursei de Excelență al Fundației Soros Moldova (2001)[6]
- Premiul pentru cel mai reușit proiect teatral și manifestare artistică de talent  la Gala Premiilor "Inima de Aur" (22 decembrie 2006)[6]
- Premiul "Teatru fără frontiere" - pentru organizarea Festivalului Internațional de Teatru "Bienala Teatrului Eugène Ionesco" (15 decembrie 2006)[6]
- Premiul de Excelență, acordat de Ambasada României în Republica Moldova, în cadrul Galei Premiilor UNITEM, (aprilie 2006)[6]

A primit numeroase alte premii pentru spectacolele sale.

## Aprecieri
Yoshinari Asano, director artistic al companiei teatrale „Kaze”, din Japonia:
„Petru Vutcărău este printre primii cinci regizori din lume care poate realiza un spectacol de calitate. În Japonia, acest regizor este poate mai cunoscut decât în Republica Moldova”